# Gabriela Svobodová
Gabriela Svobodová-Sekajová (* 27. Februar 1953 in Kremnica, Banskobystrický kraj) ist eine ehemalige Skilangläuferin, die für die Tschechoslowakei startete.
Svobodová trat erstmals 1974 international in Erscheinung, als sie mit ihren Staffelkolleginnen Alena Bartošová, Miroslava Jaškovská und Blanka Paulů Bronze bei der Nordischen Ski-WM gewann. In den Jahren 1978, 1982 und 1985 trat sie ebenfalls bei der Ski-WM an. Ihr bestes Resultat war dabei Platz 13 über 10 Kilometer 1982. In den Staffelrennen erreichte sie zwei Mal den fünften Rang (1982, 1985).
Svobodová nahm insgesamt an drei Olympischen Winterspielen teil – 1976, 1980, 1984. Ihr größter Erfolg war dabei der Gewinn der Silbermedaille 1984 in Sarajevo im Staffelwettbewerb mit ihren Kolleginnen Dagmar Švubová, Paulů und Květoslava Jeriová-Pecková. Platz 13 über 5 Kilometer 1976 in Innsbruck ist ihre beste Platzierung in einem olympischen Einzelrennen.
Nach der Weltmeisterschaft 1985 trat Svobodová vom Leistungssport zurück und arbeitete als Lehrerin und Trainerin für Skilanglauf in Jablonec nad Nisou.
Bei den tschechoslowakischen Meisterschaften siegte Svobodová siebenmal mit der Staffel (1976, 1978, 1980–1984) und jeweils einmal über 5 km (1982) und über 20 km (1978).
Svobodovás Tochter Gabriela Koukalová war als Biathletin aktiv.